# Panateneias

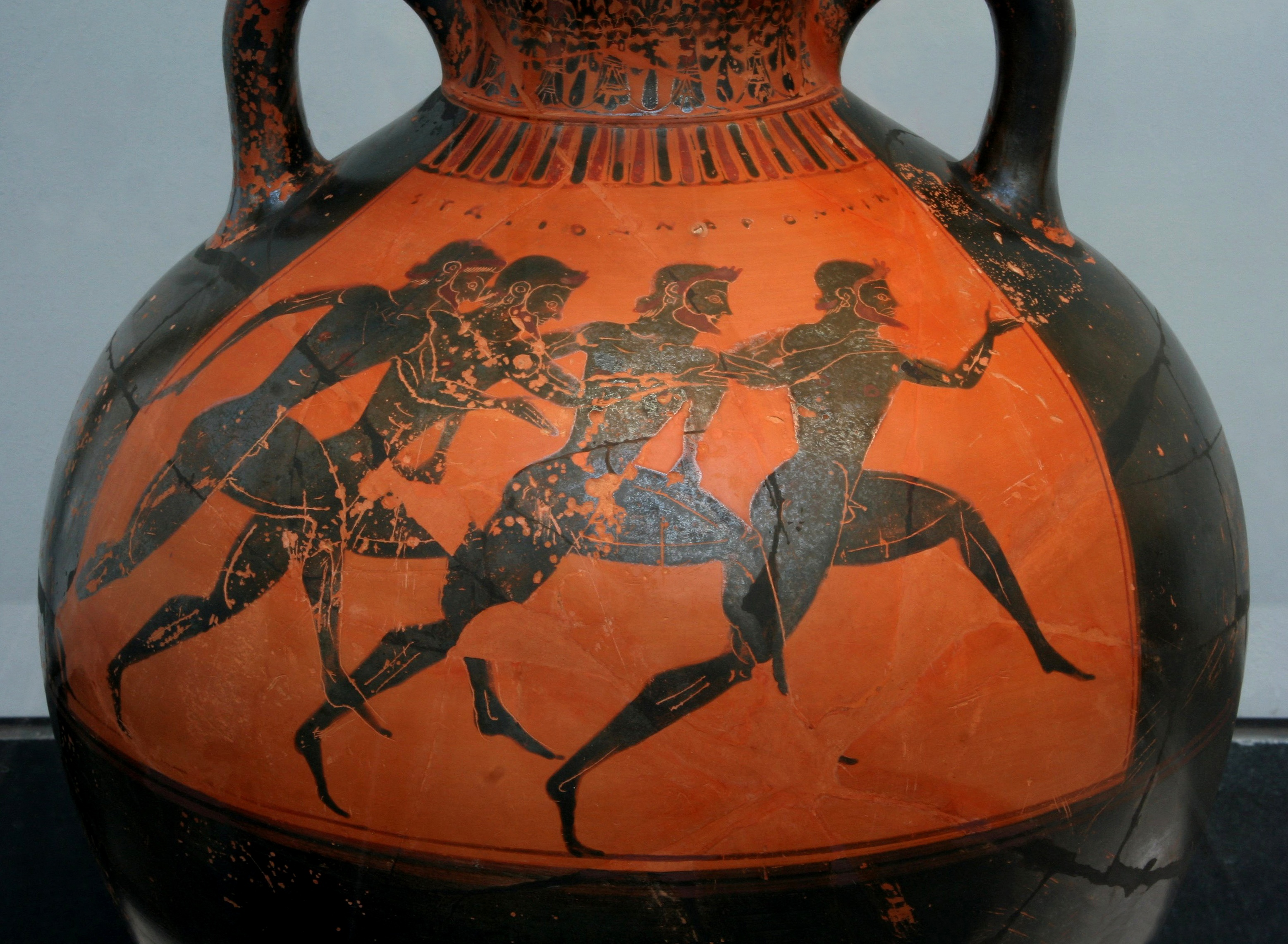
Vaso (c. 530 a.C.) onde se mostram participantes nos jogos

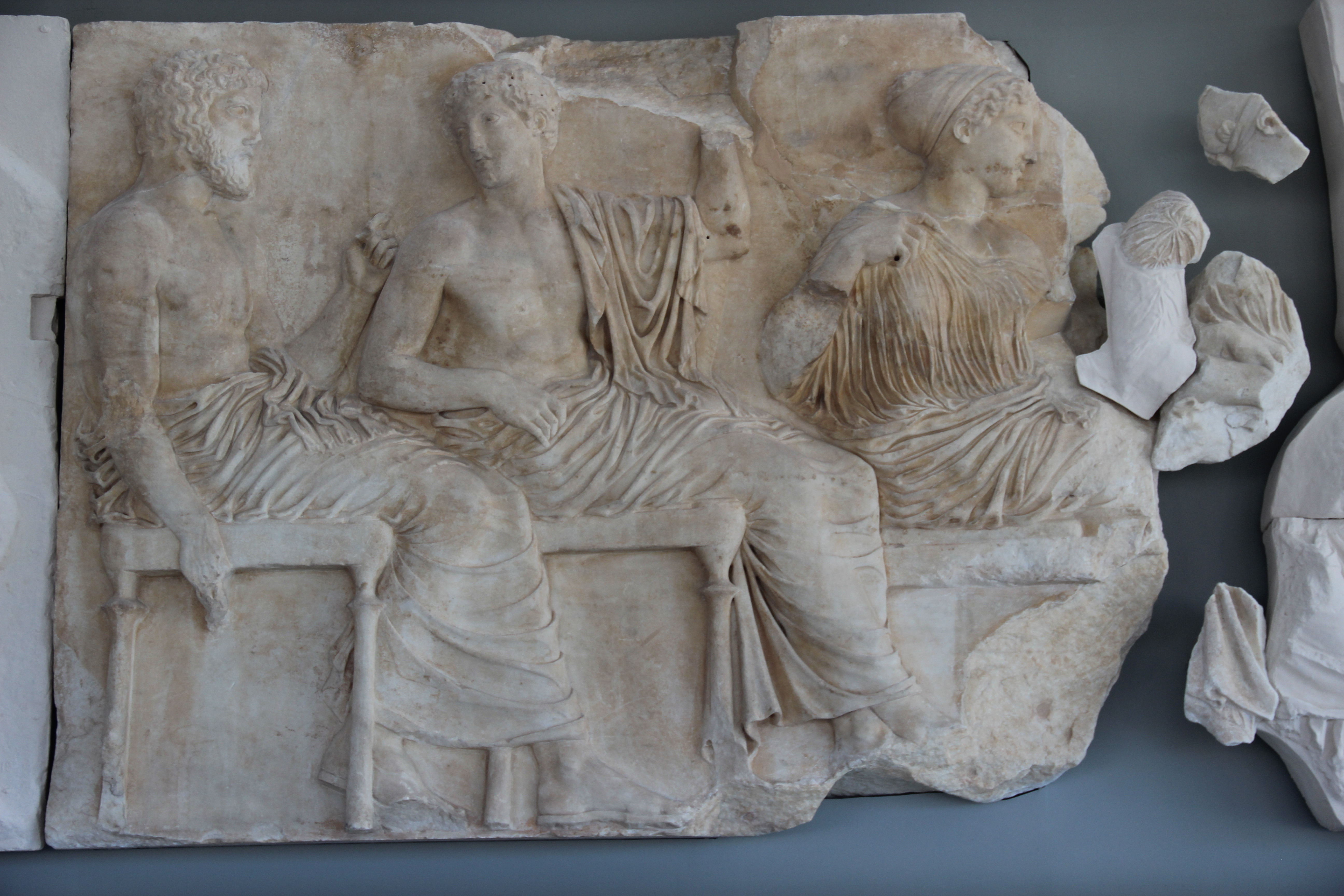
Deuses assistindo à procissão das Panateneias, friso do Pártenon, oficina de Fídias, 442-438 a. C., Museu da Acrópole, Atenas

As panateneias (ou Panatenaias) eram festas realizadas em homenagem à deusa grega Atena. Para homenagear Atena, eram realizadas as pequenas e as grandes panateneias. As primeiras eram anuais e as segundas, mais importantes, eram promovidas a cada quatro anos. Acredita-se que essas festas tinham como objetivo agradar à sábia deusa, para que ela protegesse as colheitas.
Durante a cerimônia de abertura das grandes panateneias, passava por Atenas um navio ornado pelo véu de Minerva, um rico manto bordado pelas mais hábeis fiandeiras, tecelãs e jovens das mais tradicionais famílias atenienses. As mulheres carregavam cestos com utensílios para os sacrifícios; os rapazes, vasos com óleo e vinho; e os velhos, ramos de oliveira.
Na celebração das panateneias, cada tribo da Ática homenageava a deusa Atena e imolava um boi, cuja carne era em seguida distribuída ao povo. Além dos grandes sacrifícios e ritos religiosos, nas Grandes Panatenéias eram promovidos concursos de beleza para escolher o rapaz mais forte e belo, eventos artísticos, hípicos, atléticos, náuticos e de ataque e defesa.  No torneio hípico era disputada uma prova deveras perigosa. O carro transportava dois aurigas, ou cocheiros; enquanto um deles conduzia o veículo, o outro saltava para fora e para dentro do carro, com os cavalos a todo galope. Esse evento está registrado em uma escultura que ornamenta um dos frisos internos do Partenon.
Aos vencedores eram outorgados prêmios de 300 e 200 dracmas (unidade monetária), respectivamente para o primeiro e o segundo colocados. Os vitoriosos nas lutas e eventos atléticos recebiam diversos vasos de cerâmica contendo azeite feito com os frutos da oliveira sagrada, considerada propriedade de Atena. O programa de atletismo incluía uma prova de revezamento chamada "lampadodromia" ou "corrida das tochas". Cada equipe era formada por quarenta atletas, dispostos a vinte e cinco metros uns dos outros. Cobriam a distância que ia da muralha da cidade ao altar de Prometeu, o titã que roubou o fogo para o entregar aos humanos. A tocha passava de mão em mão, a chama não podia se apagar e vencia a equipe que conseguisse acender a fogueira colocada no marco de chegada.

## Jogos panatenaicos
Quando Teseu conseguiu a unidade política da Ática, criou uma festa nacional que se realizava em Atenas, em honra da deusa protetora da cidade, chamada festa de Atenésia ou de Atena (Minerva). Os jogos panatenaicos, como festa nacional e religiosa, eram os mais belos jogos, competições e representações no teatro Odeon, onde efetuavam concursos musicais, de canto, lira, cítara, harpa, flauta e danças; declamações das obras dos poetas nacionais, principalmente de Homero.
No estádio, realizavam-se concursos atléticos, de "Beleza Viril"; no hipódromo, corridas de carros e de cavalos; no Pireu, corridas de regatas e a corrida impressionante do Archote ou de Lampadefória, feita pelos efebos, a pé ou a cavalo, entre duas equipes e, também, o jogo denominado efedrismo ou Enkotyle. No final, como encerramento, desfilava a cavalaria ateniense, armada e equipada. Nessa festa participava todo o mundo grego, apesar de ser um jogo local.
Pissistrato, durante o seu governo, deu à festa de Atenésia caráter pan-helênico. Juntou o prefixo panthos (tudo por Atenas), passando, desde então, a chamar-se "panateneias". Em 566 a. C., criou os jogos panatenaicos, cuja história acha-se gravada nos frisos do Parténon.

## Grande e Pequena Panateneia
A Grande Panateneia' era celebrada de quatro em quatro anos, coincidindo com o terceiro ano das Olimpíadas. A fim de celebrarem o 6.° ciclo, a 28 do mês de Hecatonbeon (fins de julho e princípios de agosto), que tinha como fim principal festejar a Confederação de Delos, concebida por Péricles. Durava, segundo alguns autores, 4, 6, e 9 dias, respectivamente. No entretanto, informações bem seguras nos indicam que sua duração era de 4 dias, a contar do 25 ° ao 28° dia do mês Hecatonbeon (julho). A Pequena Panateneia era de caráter restrito e realizada anualmente, no mês de julho.[carece de fontes?]